# Ifi (pastore di Cipro)
Ifi (in greco antico: Ιφις?) o Ifide (Ιφιος) è un personaggio della mitologia greca, un pastore di Cipro.

## Mitologia
Secondo il mito che viene narrato da Ovidio nelle metamorfosi, Ifi si innamorò perdutamente della bella Anassarete. 

La donna, famosa per la sua freddezza, non ricambiò mai il sentimento di lui, respingendolo malamente nonostante le gentilezze e le cortesie che le riservava.
Disperato, Ifi decise di suicidarsi impiccandosi davanti alla porta della casa di lei con la speranza che il suo gesto estremo potesse abbattere quella freddezza, ma lei si dimostrò altrettanto fredda anche in quella circostanza.
La dea Afrodite, che aveva assistito a tutta la vicenda, decise di trasformare la ragazza in una statua di pietra, così come di pietra era il suo cuore.